# Cesare Campini
Cesare Campini (Montichiari, 15 settembre 1832 – Brescia, 18 giugno 1883) è stato un pittore italiano.

## Biografia
Pittore verista e tardo romantico, fu attivo principalmente come autore di ritratti e pale d'altare. Si cimentò anche nella litografia. Era cugino del più noto Luigi Campini. Nel comune di Monticelli d'Ongina si può ammirare una sua tela, intitolata Le anime purganti, nella parrocchiale di S. Valeria a Olza.